# I figli di Medusa
I figli di Medusa (The Cosmic Rape) è un romanzo di fantascienza del 1958 dello scrittore statunitense Theodore Sturgeon.
Ne esiste una versione ridotta a romanzo breve, intitolata Sposare Medusa (To Marry Medusa).

## Storia editoriale
Il romanzo fu pubblicato originariamente nell'agosto 1958, in paperback, col titolo The Cosmic Rape, contemporaneamente a una versione ridotta a romanzo breve, probabilmente dal curatore editoriale, pubblicata sulla rivista Galaxy col titolo To Marry Medusa.
Il romanzo è stato ristampato nel 1977 dalla Pocket Books.
Il romanzo breve è stato pubblicato in italiano nel 1962, tradotto da L[idia] Lax, con il titolo Sposare Medusa, dalla Casa Editrice La Tribuna nella rivista Galaxy, anno V n. 5.
Il romanzo, tradotto da Roberta Rambelli, è stato pubblicato in italiano nel 1978, dalla Libra Editrice nel volume n. 5 della collana Saturno. Collana di fantascienza, con il titolo I figli di Medusa.
Una traduzione di Marzio Tosello, con lo stesso titolo, è stata pubblicata nel 1990 dalla Arnoldo Mondadori Editore, nel volume 23 della collana I Massimi della Fantascienza, e poi di nuovo nel 2004, rivista e integrata, nel numero 18 della collana Urania collezione.

## Trama
Medusa, un'entità extraterrestre, sotto forma di un'innocua spora, giunge dallo spazio più profondo. Medusa assimila mondi interi e la vita in essi contenuti, creando una sorta di "mente alveare" collettiva e condivisa con tutti gli esseri senzienti che incontra ed incorpora in se stessa. Dan Gurlick è un alcolizzato che ingerisce inconsapevolmente una spora di Medusa, trasformandosi in un ospite dell'entità aliena. Medusa, entrando nella testa del reticente Gurlick, cerca di manovrarne le azioni in modo da preparare l'invasione.
Lo scopo è quello di creare una "mente alveare" che unifichi tutte le menti dell'umanità e che entri a far parte di Medusa.

## Edizioni
(elenco parziale)
- (EN) Theodore Sturgeon, To Marry Medusa, in Galaxy, illustrato da Dillon, vol. 16, n. 4, New York, Galaxy Publishing Corporation, agosto 1958,  pp. 4-62. Ospitato su Internet Archive.

- (EN) Theodore Sturgeon, The Cosmic Rape, New York, Pocket Books, 1977, ISBN 0-671-82934-3.

- Theodore Sturgeon, I figli di Medusa, collana I Massimi della Fantascienza, traduzione di Marzio Tosello, Arnoldo Mondadori Editore, 1989, ISBN 88-04-33358-8.

- Theodore Sturgeon, I figli di Medusa, collana Urania Collezione, traduzione di Marzio Tosello, n. 18, Traduzione rivista e integrata, Arnoldo Mondadori Editore, 2005,  p. 176, ISSN 1721-6427 (WC · ACNP).